# Скляренко, Владимир Петрович
Влади́мир Петро́вич Скляре́нко (род. 5 марта 1955) — советский и российский гобоист, солист оркестра. Создатель и художественный руководитель ансамбля «Трио-Соната», заслуженный артист России (2000).
Выпускник Саратовской консерватории (1979), также окончил ассистентуру-стажировку музыкально-педагогической академии им. Гнесиных. Лауреат Всероссийского (3-я премия) и Всесоюзного (1 премия) конкурса музыкантов - исполнителей на духовых инструментах в 1987 году. В 1998 году стал лауреатом (3-я премия) международного конкурса в номинации «Дуэт. Фортепиано, гобой» в Италии.
Участник международных фестивалей: немецкой музыки в Саратове, американской музыки в Москве, фестивалей «Азия-Европа» в Казани, «Северная Пальмира» в Санкт-Петербурге.
Как солист выступал с выдающимися органистами России и Европы.
Работает в Саратовской областной филармонии имени Шнитке и в Саратовской консерватории имени Собинова доцентом кафедры духовых и ударных инструментов.